# Cristo Rey (film, 2014)
Pour plus de détails, voir Fiche technique et Distribution.
Cristo Rey est un film franco - dominico - haïtien réalisé par Leticia Tonos Paniagua et scénarisé par Leticia Tonos Paniagua et Alejandro Andújar., sorti en 2014.

## Fiche technique
- Titre : Cristo Rey
- Réalisation : Leticia Tonos Paniagua
- Scénario : Leticia Tonos Paniagua et Alejandro Andújar
- Décors : Giselle Madera
- Photographie : Kika Ungaro
- Musique : Mayreni Morel
- Production : Sergio Gobbi, Leo Proaño, Elisabeth Bocquet, Joan Giacinti
- Attachés de presse : Laurette Monconduit et Jean-Marc Feytout
- Société de production : Swift Productions
- Société de distribution : Équation
- Pays d'origine :  France,  République dominicaine,  Haïti
- Langue : espagnol
- Format : couleur
- Genre : drame et film de gangsters
- Date de sortie : 22 janvier 2014

## Distribution
- James Saintil : Janvier
- Akari Endo (en) : Jocelyn
- Yasser Michelen : Rudy
- Arturo López : Mon
- Leonardo Vasquez : El Baca
- Jalsen Santana : Colonel Montilla
- Salvador Pérez Martínez : Don Manuel
- Frank Perozo (es) : Professeur Garcia
- Angel Guzman : Mano Muerta
- Moísés Trinidad : Pedro Lee
- Marie Michele Bazile : Laurence
- Roberkis Tiamar : Iris
- Mayrek Martínez : Diputado
- Euri Camacho : Yoyo
- Carasaf Sánchez : Martinez
- Stanley Polanco Rodriguez : Charlie